# Eric's Corvette Caper
Eric's Corvette Caper is de naam van de 98ste aflevering van de sitcom That '70s Show van FOX, uit het vierde seizoen. De aflevering werd geregisseerd door David Trainer.

## Verhaal
In de aflevering Eric's Corvette Caper moeten Kitty en Red Forman de stad voor een reünie van de school van Kitty. Eric krijgt de autosleutels van de Corvette van Red, om hem te verplaatsen als er brand uitbreekt. Nadat Red dit aan Eric vertelt heeft, loopt hij naar binnen. Jackie komt aanlopen met Leslie Cannon, een cheerleader, die nogal geïnteresseerd schijnt te zijn in de Corvette. Eric vindt haar zo knap, dat hij van schrik 'Uh-Bluh' zegt. Dit heeft hij ook al eerder gezegd, daarvan kende Leslie Eric al. Als ze aan Eric vraagt van wie de auto is, wil hij eerst zeggen dat hij van z'n vader is, maar hij krijgt een schop van Kelso, waarna hij vertelt dat de auto van hem is. Leslie vraagt of ze samen een stukje kunnen rijden en Eric stemt daarmee in. 
Red vertelt Eric dat hij precies weet hoe hij de auto neergezet heeft: de hoek van de wielen, de afstand tot de muur en hij heeft ook wat boobytraps geplaatst. Eric weet dat dit de, voor hem bekende, 'haar op het contact' truc is. Hij neemt de Corvette mee voor een ritje met Leslie, en Hyde & Fez blijven op het huis passen. Na een tijdje te hebben gereden, vraagt Leslie of zij mag rijden. Eric laat dit eerst niet toe, maar na een tijdje gezoend te hebben, stemt hij toch in. Het meisje rijdt een tijdje en crasht dan in de berm. Gelukkig voor Eric is de auto niet beschadigd, maar wel vies. Ondertussen zijn Fez en Hyde koekjes aan het bakken en het bier van Red aan het opdrinken. 
Op dat moment belt Kitty naar huis om te vertellen dat de reünie niet doorgaat, omdat ze de verkeerde datum afgelezen had van de uitnodiging. De reünie was de week ervoor al geweest. Ze komen dus eerder thuis. Als Eric thuis aankomt en met Hyde en Fez gaat praten, vertelt Hyde dat zijn ouders over twintig minuten thuiskomen. In een shot zie je dat Eric en Fez de auto schoonmaken en op de juiste positie zetten, en Hyde toekijkt. Een paar minuten voor aankomt van Red en Kitty zijn ze klaar. Eric legt een haar op het contact en hij vergeet bijna om de luchtverfrisser, die in de auto hing en Hyde gestolen had, weer terug te hangen. De jongens sprinten weg en Red en Kitty komen thuis. Red opent de garagedeur en ziet de Corvette staan, net alsof hij nooit is weggeweest. 
De volgende morgen wil Red Eric spreken, en hij vraagt of Eric de auto meegenomen had. Eric zegt nee, en Red vertelt hem dat hij dat wist, omdat de haar nog op het contact lag. Red vertelt Eric dat hij hem nu zo vertrouwt dat hij in de Corvette mag rijden. Eric gaat zitten en Red ernaast, op de passagiersstoel. Eric start de auto, en de radio begint keihard rockmuziek te spelen. Eric krijgt huisarrest, eerst één maand, maar nadat hij vertelt dat het om een cheerleader ging, wordt het 2 weken. Hyde komt daarna nog aanwandelen en vraagt waarom Eric al het bier van Red opgedronken heeft. Eric heeft het voorstel om het toch maar op één maand te houden.